# Dicorynia guianensis
Dicorynia guianensis là một loài thực vật có hoa trong họ Đậu. Loài này được Amshoff miêu tả khoa học đầu tiên.

## Hình ảnh

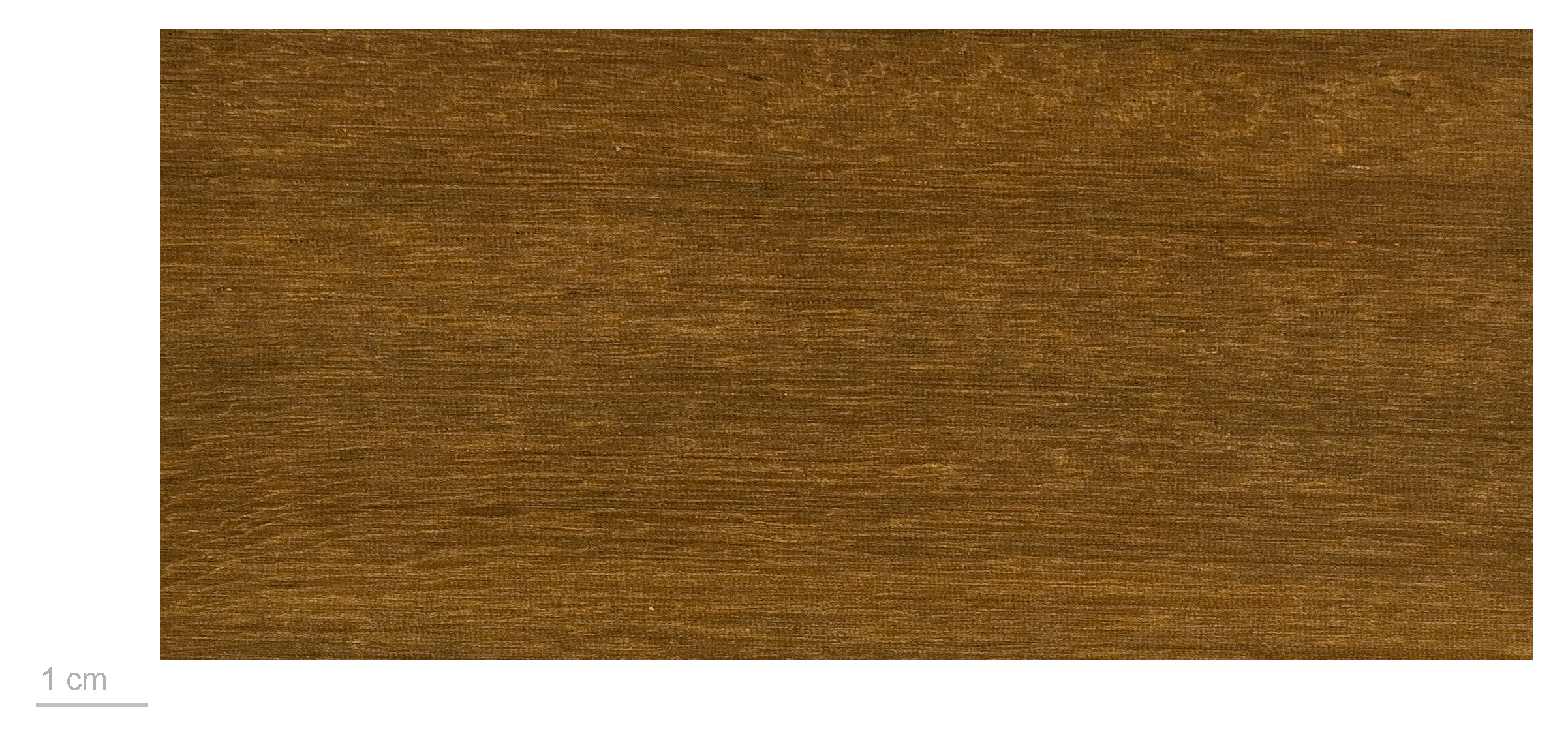